# 문학지하차도
문학지하차도(文鶴地下車道)는 인천광역시 미추홀구 매소홀로에 가설되어 있는 지하차도로, 총 길이는 약 420m, 너비 15.5m이며 왕복 4차선 짜리로 구성된 지하차도이다. 학익동 신동아3차아파트 단지 앞에서 출발하며, 문학동 인천남부교회를 통과하며 끝난다. 문학 나들목(제2경인고속도로의 7번째 나들목)과 문학종합경기장으로 인한 문학동 일대의 교통난 해소에 기여하고 있다.

## 유래
해당 지하차도의 명칭은 이 곳의 지명인 문학동에서 유래하였기 때문이다.

## 건립 경위
미추홀구의 남부 지역인 학익동, 관교동, 문학동 일대의 교통 분산과 더불어, 남동구의 일부 지역을 통해 제2경인고속도로와 영동고속도로까지 연결시켜 주는 대체 터널의 건립 필요성을 목적으로 지하차도가 신설되었다. 

## 주변 시설
- 문학 나들목
- 학익동 신동아아파트
- 문학터널
- 문학산
- 나리어린이공원
- 승학체육공원
- 주안동 쌍용아파트
- 주안동 진흥아파트
- 신기시장
- 인천지방법원
- 인천지방검찰청
- 인천도호부관아

## 같이 보기
- 매소홀로